# 公開有限会社
公開有限会社（こうかいゆうげんがいしゃ、public limited company、法的にplcと略される）は、イギリスの会社法およびイギリス連邦の一部、アイルランドにおける会社形態の一種。株式が自由に取引される有限責任会社で、公開株式（他の公開有限会社によって非公開に保有される場合もある）会社である。最少資本金は50,000ポンドで、社名の後に「PLC」が付加される。アメリカ合衆国における同様の会社は公開会社 (publicly traded companies) と呼ばれる。
公開有限会社は一般には証券取引所に上場している会社であるが、非上場または未上場であることもある。イギリスでは上場する会社の法的名称として「public limited company」の単語またはその省略形「PLC」「plc」を付加しなければならない。ただし、ウェールズの会社はウェールズ語の「cwmni cyfyngedig cyhoeddus」または「ccc」で代用することも可能である。また、特別立法によって設立された公開有限会社（主に国営企業）の一部は接尾辞の付加を免除されることもある。この接尾辞の付加は1981年に導入されたものであり、それ以前は「Limited」または「Ltd」が用いられていた。なお、これらは現在有限責任を負う非公開会社によって使用されている。

## 参照
1. ↑  Longman Business English Dictionary
2. ↑  “s. 58(2) Companies Act 2006”.   Legislation.gov.uk. 2013年12月25日閲覧。
3. ↑  "Companies Bill defines 'insider': legislation is expected by the summer", The Times, 20 December 1973